# Colpochila kalambi
Colpochila kalambi är en skalbaggsart som beskrevs av Britton 1986. Colpochila kalambi ingår i släktet Colpochila och familjen Melolonthidae. Inga underarter finns listade i Catalogue of Life.